# Eparchia symbirska
Eparchia symbirska – jedna z eparchii Rosyjskiego Kościoła Prawosławnego, z siedzibą w Uljanowsku. Ordynariuszem eparchii jest metropolita symbirski i nowospasski Longin (Korczagin), zaś katedrą eparchii jest sobór Wniebowstąpienia Pańskiego w Uljanowsku. Jedna z trzech eparchii w metropolii symbirskiej.

## Rys historyczny
Eparchia została erygowana w 1832. W momencie utworzenia na jej terytorium znajdowało się 603 cerkwie, w tym dziewięć o statusie soboru oraz siedem monasterów. Na początku XX wieku eparchia prowadziła dziewięć monasterów i 829 cerkwi (z czego 698 parafialnych), zaś w 1912 liczba ta wzrosła do 11 klasztorów i 774 cerkwi. W 1924, w związku ze zmianą nazwy miasta Symbirska, przyjęła nazwę eparchii uljanowskiej i mielekesskiej. Zlikwidowana w 1934 i restytuowana rok później, funkcjonowała do 1959, gdy jej terytorium włączono do eparchii kujbyszewskiej.
Wznowiła działalność w 1989. W momencie restytucji na jej terenie znajdowało się dziewięć czynnych cerkwi. W 1994 liczba świątyń wynosiła 72. Na początku 2012 eparchia prowadziła 205 parafii obsługiwanych przez 175 kapłanów i zgrupowanych w siedmiu dekanatach oraz dwa monastery: Żadowski Monaster Kazańskiej Ikony Matki Bożej w Samorodkach (męski) i monaster św. Michała Archanioła w Komarowce (żeński). W tym samym roku z administratury wydzielono eparchie melekeską oraz baryską.

### Biskupi symbirscy[3]
- Anatol (Maksimowicz), 1832–1842
- Teodot (Ozierow), 1842–1858
- Eugeniusz (Sacharow-Płatonow), 1858–1874
- Teoktyst (Popow), 1874–1882
- Warsonofiusz (Ochotin), 1882–1895
- Nikander (Mołczanow), 1895–1904
- Guriasz (Burtasowski), 1904–1907
- Jakub (Piatnicki), 1907–1910
- Beniamin (Muratowski), 1910–1920
- Wissarion (Zorin), 1924–1925
- Joachim (Błagowidow), 1928–1929
- Mitrofan (Griniow), 1930–1933
- Stefan (Znamirowski), 1933
- Włodzimierz (Gorkowski), 1935
- Stefan (Znamirowski), 1938
- Jan (Sokołow), 1941–1942
- Bartłomiej (Gorodcow), 1942–1943
- Dymitr (Gradusow), 1943
- Hilary (Iljin), 1944–1945
- Sofroniusz (Iwancow), 1946–1947
- Serafin (Szarapow), 1947–1952
- Paisjusz (Obrazcow), 1952–1953
- Jan (Bratolubow), 1953–1959
- Prokl (Chazow), 1989–2014
- Teofan (Aszurkow), 2014–2015[4][5]
- Anastazy (Mietkin), 2015[5]–2019
- Józef (Bałabanow), 2019–2020
- Longin (Korczagin), od 2020

## Dekanaty
W skład eparchii wchodzi pięć dekanatów:
- symbirski (obejmujący Uljanowsk);
- karsuński;
- nowospasski;
- nowouljanowski;
- wieszkajmski.